# زينب إبراهيم الخضيري
زينب إبراهيم محمد الخضيري، هي كاتبة وأديبة سعودية من مواليد مدينة الرياض، وعضوة في لجنة السرد بنادي الرياض الأدبي، كتبت لصحف الجزيرة، اليوم، والرياض، ولها عدد من المشاركات في التلفزيون والإذاعة.

## المؤهلات التعليمية
- دكتوراه الفلسفة في الإدارة التربوية تخصص إدارة تعليم عالي من جامعة الملك سعود.

## نبذة
زينب هي مستشارة ثقافية، أديبة، روائية، قاصة، وكاتبة في جريدة الرياض، عملت كرئيسة مبادرة التفرغ الثقافي بوزارة الثقافة السعودية، واستاذ مساعد بجامعة الملك سعود، بدأت الكتابة في سن الثامنة عشرة في صحف متعددة منها جريدة الجزيرة وهي أول جريدة كتبت فيها، والمجلة العربية، ومجلة الملتقي الصحي، ورسالة الجامعة الصادرة من جامعة الملك سعود. في عام 2008م أنشئت مدونة إلكترونية بعنوان (باندورا) وهي كلمة تعني (المرأة التي منحت كل شيء). بدأت تكتب عمود اسبوعي في جريدة اليوم من (2009 حتى 2013م)، وحاليا كاتبة في جريدة الرياض حيث تكتب مقال اسبوعي كل سبت تحت زاوية (ضلع اعوج)، وهي مؤسسة بيت الرواية (2019) baytalriwaya.com، وملتقى هن سعوديات hunna-ksa.com (2017)، ورفيف كتاب https://www.rafeefketab.com/ (2016)، ولها العديد من المحاضرات الثقافية داخل المملكة وخارجها ومشاركات في التلفزيون والإذاعة، والعديد من اللقاءات الصحفية.

## صدر لها

### روايات
- رواية «هياء» دار مدارك 2017م.
- رواية «على كف رتويت» دار مسكلياني 2020م.[5]
- رواية «فلوزاك» مركز الأدب العربي 2023م.[6]

### مجموعة قصصية
- مجموعة قصصية ق ق ج «وحدي أربي صغار الشوق» من نادي الأحساء الأدبي.
- مجموعة قصصية «رجل لا شرقي ولاغربي» نادي الرياض الأدبي.[7]

- مجموعة قصصية ق ق ج «خاصرة الضوء» نادي الدمام الأدبي 2014م.
- مجموعة قصصية ق ق ج «دهشة أرسطو» دار مجرة الكويتية 2023م.[8]

### كتب
- كتاب «سحر السرد» قراءات نقدية، نادي الأحساء الأدبي.
- كتاب «فيروز وشوارع الرياض» دار بلاتينيوم بوك الكويتية.
- كتاب «هاشتاغ» مجموعة مقالات.
- كتاب «حكاية بنت اسمها ثرثرة» دار المفردات.
- كتاب «توقيع سيدة محترمة» دار المفردات.
- كتاب «دعوة للحب» 2021م دار آلان للنشر والتوزيع.[9]
- كتاب «شرفات الروح» 2021م.[10]

## مشاركات
في 8 مايو 2014م قدمت ندوة في الملتقى الثقافي في النادي الأدبي في الرياض بعنوان «واسيني الأعرج بين البساطة والعمق»، وفي سبتمبر 2014 شاركت في أمسية قصصية في المجلس الوطني للثقافة والفنون والآداب في الكويت.

## إصدارات
|         |                                             |                |               |               |                                |
| معلومات | صدر عام 2008 عن دار المفردات للنشر والتوزيع | صدر عام 2011م. | صدر عام 2013م | صدر عام 2013م | صدر عام 2014م عن النادي الأدبي |

## وصلات خارجية
- لقاء برنامج المنتدى الثقافي مع الكاتبة زينب الخضيري